# Karolin Klimek
Karolin Klimek (* 1969 in Bremen) ist eine deutsche Illustratorin und Dozentin.
Nach dem Abitur studierte sie im Fachbereich Kunst und Design an der Hochschule für Künste Bremen in Bremen-Überseestadt und schloss das Studium im Fach Modedesign mit dem Master ab. Seit 1997 ist sie als freischaffende Illustratorin mit dem Schwerpunkt Mode in Hamburg-Eppendorf tätig. Sie arbeitet mit Tinte, Tusche, Bleistift, Filzstift, Acryl- und Linolfarbe auf Bildträgern wie Papier, Büttenpapier und Karton. Dabei kommen Grafik- und Maltechniken wie Aquarell, Collage, Tuschmalerei, Karton und Linolschnitt sowie das Bildbearbeitungsprogramm Adobe Photoshop zum Einsatz.
Sie entwarf und gestaltete Illustrationen unter anderem für die japanische Vogue, Deutsche Grammophon und Wempe.
Klimek lehrte als Dozentin für Mode, Modeillustration und figürliches Zeichnen an der Akademie JAK Modedesign und Gestaltung in Hamburg.

## Publikationen
- (als Hrsg.) mit Siglinde Killisch, Dieter Böge: Modeillustration – Zeichnung und Mode. Hyperzine Verlag, Hamburg 2010, ISBN 978-3-938218-17-4. (deutsch / englisch)